# Лёгмансбё, Франс о
Франс о Лёгмансбё (фар. Frans á Løgmansbø; род. 30 января 2001 года в Мивоавуре, Фарерские острова) — фарерский футболист, защитник клуба «Сувурой».

## Карьера
Франс начинал карьеру в клубах «МБ» и «ТБ/ФКС/Ройн». В 2019 году он стал игроком «Сувуроя», за который состоялся его дебют во взрослом футболе: 13 апреля защитник отыграл 64 минуты в матче второго дивизиона против третьей команды «ЭБ/Стреймур», после чего был заменён на Адриана Хольма. Суммарно в своём первом сезоне Франс отыграл 4 встречи во второй фарерской лиге. В 2020 году он провёл там 3 игры. Сезон-2021 защитник провёл в «Ройне» на правах аренды, приняв участие в 15 матчах второго дивизиона архипелага.
Вернувшись из аренды, Франс стал одним из основных защитников воавурцев. В 2022 году он сыграл 16 игр во втором дивизионе. Год спустя провёл 17 матчей, тем самым внеся свой вклад в выигрыш турнира «Сувуроем». В сезоне-2024 защитник был игроком ротации, отыграл 16 встреч в рамках первого дивизиона, а его клуб оформил сквозное повышение. 17 мая 2025 года Франс впервые сыграл в  фарерской премьер-лиге, выйдя на замену вместо Бьяртмара Хольма на 90-й минуте матча против рунавуйкского «НСИ».

## Достижения
«Сувурой»
- Победитель второго дивизиона (1): 2023

## Личная жизнь
Франс является сыном фарерского музыканта Йоунлея о Лёгмансбё. Его дед, Вальдемар — бывший футболист и тренер клуба «МБ».